# Canigó (revista)
|  | Aquest article tracta sobre la revista "Canigó". Vegeu-ne altres significats a «Canigó». |

Canigó és una revista catalana que es va començar a editar a Figueres sota la direcció de Xavier Dalfó el març de l'any 1954. Sortia mensualment. La revista Canigó va representar una opció informativa pels catalanistes independentistes sobre temes polítics i culturals. El 1971 Isabel-Clara Simó va esdevenir la directora de la revista, va traslladar la redacció a Barcelona i la revista va passar a ser setmanal, però l'any 1983 es va haver de deixar de publicar per raons econòmiques.
Al llarg d'aquests anys hi van col·laborar, entre d'altres, Maria Àngels Anglada, Víctor Català, Pere Calders, Montserrat Roig, Octavi Saltor, Mercè Rodoreda, Joan Fuster, Evarist Vallès, Joan Guillamet, Ramon Reig, Jaume Miravitlles, Carles Fages de Climent, Josep Pla, Xavier Fàbregas, Paco Candel, Salvador Dalí...